# Eugene Simon
Eugene Michael Simon (Inglaterra, 11 de junio de 1992) es un actor y modelo británico, conocido por su papel de Jerome Clarke en House of Anubis y como Lancel Lannister en Game of Thrones.

## Filmografía
Películas
| Año  | Nombre                      | Papel                  | Notas                         |
| ---- | --------------------------- | ---------------------- | ----------------------------- |
| 2005 | Casanova                    | Casanova a los 11 años | Papel Menor                   |
| 2005 | My Family and Other Animals | Gerald Durrell         | Papel Principal               |
| 2006 | Alpha Male                  | Young Felix Methuselah | Papel Principal               |
| 2013 | Before I Sleep              | Young Eugene - aged 20 | Papel Principal               |
| 2015 | Eden                        | Kennefick              | Papel Principal               |
| 2017 | The Lodgers                 | Sean                   | Papel Principal               |
| 2018 | Resonance                   | Toby                   | Papel Principal. Cortometraje |
| 2018 | Kill Ben Lyk                | Ben Lyk                | Papel Principal               |
| 2018 | Mens Sana                   | Mark                   | Papel Principal. Cortometraje |
| 2018 | Love Have I Known           | James Piney            | Papel Principal. Cortometraje |

Series
| Año       | Nombre                      | Papel              | Notas           |
| --------- | --------------------------- | ------------------ | --------------- |
| 2003      | My Dad's the Prime Minister | Harry              | 4 episodios     |
| 2004      | Murder in Suburbia          | Josh Taylor        | 1 episodio      |
| 2004      | Noah and Saskia             | Eddie              | 7 episodios     |
| 2010      | Ben Hur                     | Ben Hur de pequeño | 2 episodios     |
| 2010      | Summer in transylvania      | Max                | 1 episodio      |
| 2011-2016 | Game of Thrones             | Lancel Lannister   | 16 episodios    |
| 2011-2013 | House of Anubis             | Jerome Clarke      | Papel Principal |
| 2017      | Genius                      | Eduard Einstein    | 2 episodios     |